# Zhang Zongchang

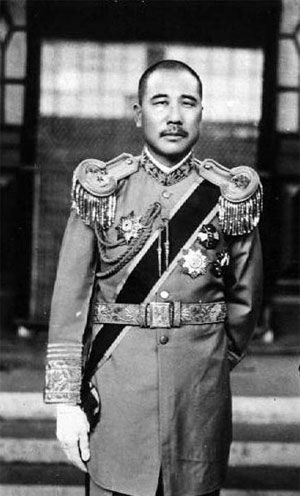
Zhang Zongchang (1930er Jahre)

Zhang Zongchang (chinesisch 張宗昌, Pinyin Zhāng Zōngchāng; auch romanisiert als Chang Tsung-chang; * 1881 in Laizhou, Shandong; † 3. September 1932 in Jinan), Rufname Xiaokun, war ein chinesischer Warlord während der Warlord-Ära in China. Er war berüchtigt für seine exzentrische Persönlichkeit und seinen extravaganten Lebensstil, was ihm Spitznamen wie „Hundefleisch-General“ (狗肉將軍; Gǒuròu Jiāngjūn) und zahlreiche weitere Spitznamen einbrachte. Als Mitglied der Fengtian-Clique wurde Zhang 1925 zum Gouverneur der Provinz Shandong ernannt, die er als sein persönliches Lehen rücksichtslos ausplünderte. Er schmuggelte Opium und hatte mehr als 30 Konkubinen in seinem persönlichen Harem. Seine Herrschaft gilt in China bis heute als Symbol für die Exzesse dieser Ära. Zhangs Truppen wurden während der Nordexpedition 1928 von der Nationalrevolutionären Armee besiegt, und er floh nach Japan, bevor er 1932 nach Shandong zurückkehrte, wo er von einem Offizier ermordet wurde, der damit den Tod eines Verwandten rächte.

## Leben

### Frühes Leben und Zeit nach der Xinhai-Revolution
Zhang wurde 1881 im Kreis Yi (heute Laizhou) in Shandong geboren. Seine Familie war arm. Sein Vater schlug sich als Friseur und Musiker durch und war ein Alkoholiker. Seine Mutter arbeitete als Exorzistin und war eine „praktizierende Hexe“. Nachdem seine Eltern sich getrennt hatten, verblieb Zhang bei seiner Mutter. Als Teenager zog Zhangs Familie in die Mandschurei, wo Zhang in Harbin seine kriminelle Karriere begann und als Türsteher, Taschendieb und Bergarbeiter tätig war. Er landete schließlich in Sibirien, wo er Russisch lernte. Zhang wurde schließlich ein Bandit auf dem chinesischen Land, wobei er während des Russisch-Japanischen Krieges 1904–1905 als Hilfskraft für die kaiserlich-russische Armee diente. Nach dem Konflikt kehrte er zur Kriminalität zurück und stieg zum Anführer seiner eigenen Bande von Banditen auf.
Seine Aktivitäten während der Xinhai-Revolution 1911 sind unbekannt, wobei er möglicherweise eine Gruppe von Revolutionären anführte. Zunächst landete er in Jiangsu, wo er sich einem Regiment der Grünen Standarte anschloss, wo er schnell aufsteigen konnte. Als 1913 die Zweite Revolution ausbrach, schlug sich Divisionsführer Leng Yuqin auf die Seite der Revolutionäre und wurde getötet, woraufhin Zhang Kommandeur der Division wurde. Die Verbindung der Division mit den Revolutionären veranlasste General Feng Guozhang jedoch, die gesamte Einheit aufzulösen, wodurch Zhang auf eine rein symbolische Rolle reduziert wurde. Als Reaktion darauf ermordete er 1916 den Revolutionär Chen Qimei in Shanghai, um seine Loyalität gegenüber Feng zu beweisen. Als dieser Vizepräsident der Republik China wurde, ernannte er Zhang als Belohnung zum Kommandeur seiner Leibwache.
Zhang kehrte 1922 in die Mandschurei zurück und schloss sich der Fengtian-Clique des Kriegsherrn Zhang Zuolin an, hier soll er einen guten Eindruck hinterlassen haben. Zhang Zongchang erwies sich als einer der kompetenteren Generäle der Warlord-Ära, der gepanzerte Züge effektiv einsetzte. Aufgrund seiner guten Russischkenntnisse rekrutierte er Flüchtlinge der Weißen Armee des Russischen Bürgerkriegs. Er war auch einer der ersten chinesischen Generäle, der Frauen in großem Umfang in das Militär einbezog und unter anderem ein Regiment von Krankenschwestern einsetzte, das ausschließlich aus russischen Frauen bestand. Sie bildeten ihre chinesischen Kolleginnen aus und sorgten so für eine effizientere Versorgung von Zhangs verwundeten Truppen, was sich positiv auf die Moral und die Kampfkraft auswirkte. Er organisierte sogar eine kleine Luftwaffe.

### Aufstieg und Herrschaft in Shandong
Im Jahr 1924 nahm er am zweiten Krieg zwischen der Zhili-Clique und der Fengtian-Clique teil und eroberte den wichtigen Lengkouguan-Pass, nachdem die Verteidigung durch den Verrat von Feng Yuxiang ins Chaos gestürzt worden war. Dies steigerte Zhangs Ansehen innerhalb der Fengtian-Clique. Im April 1925 eroberte er Shanghai und nahm anschließend Nanjing für die Fengtian-Clique ein. Gemeinsam mit Zhang Xueliang hielt er sich daraufhin häufig in Shanghai auf. Zhang war eng mit den kriminellen Banden Shanghais und dem Drogenhandel verbunden. Später im Jahr 1925 wurden Zhang und seine Truppen aus Shanghai vertrieben. Anschließend wurde er zum Militärgouverneur von Shandong ernannt, das er bis Mai 1928 als Warlord regierte.
Zhangs Herrschaft über Shandong war geprägt von Bestechung und Misswirtschaft. Er führte überhöhte Steuern ein, druckte so viel Geld in der Provinz, dass es wertlos wurde, und entzog den öffentlichen Einrichtungen die Mittel. Bis 1927 war das Bildungssystem der Provinz zusammengebrochen und die lokale Wirtschaft lag in Trümmern. Widerstand gegen seine Herrschaft wurde brutal niederschlagen und kritische Journalisten ließ er erschießen. Die Bauern schlossen sich in der Gesellschaft der Roten Speere zusammen und lehnten sich gegen Zhangs Herrschaft auf dem Lande auf. Obwohl sie schlecht bewaffnet waren, erwiesen sich diese Aufständischen als große Bedrohung für die kleineren Einheiten von Zhangs Armee. Gleichzeitig richtete Zhang sein Hauptquartier in Jinan als „mittelalterlichen Hof“ ein, mit üppiger Unterhaltung und großen Festen. Er fungierte auch als Wohltäter für Künstler, Schriftsteller, Entertainer, Waffenhändler, Drogenbosse, Diplomaten und westliche Journalisten.
Als die der Kuomintang (KMT) loyale Nationalrevolutionären Armee (NRA) die Nordexpedition startete, blieb Zhang der Fengtian-Clique treu und eroberte kurzzeitig Shanghai zurück, bevor seine Armee in den Norden vertrieben wurde. Im Jahr 1928 besiegten und zerstörten die Truppen der NRA unter der Führung von Bai Chongxi die Armee von Zhang Zongchang, nahmen 20.000 seiner 50.000 Mann starken Truppe gefangen und hätten fast Zhang selbst gefangen genommen, der über die Große Mauer in die Mandschurei entkam. Als der nachfolgende Fengtian-Befehlshaber Zhang Xueliang (Sohn des früheren ermordeten Führers Zhang Zuolin) beabsichtigte, Frieden mit der KMT zu schließen, revoltierten Zhang und sein Anhänger Chu Yupu und versuchten, ihn zu stürzen. Die kombinierten Kräfte von Zhang Xueliang und der NRA konnten allerdings die verbliebenen Kräfte von Zhang Zongchang besiegen. Am Ende verließen ihn sogar seine russischen Söldner.

### Exil in Japan
Als seine Armee zerfiel, floh Zhang unter den Schutz der Japaner nach Dalian, war aber weiterhin nicht bereit, seinen reduzierten Status zu akzeptieren. Von Dalian aus heckte er mehrere Pläne aus, um seine früheren Gebiete zurückzuerobern. Möglicherweise mit verdeckter Unterstützung Japans kehrten Zhang, sein langjähriger Anhänger Chu Yupu und ein weiterer Kriegsherr, Huang Feng-chi, 1929 nach Shandong zurück und starteten eine Rebellion gegen Liu Zhennian, den damaligen nationalistischen De-facto-Herrscher von Ost-Shandong. Die drei Kriegsherren versammelten Zehntausende von demobilisierten Soldaten, die ihnen noch immer treu ergeben waren, und kämpften mehrere Monate lang gegen Lius Anhänger, wobei sie große Zerstörungen anrichteten, die viele Opfer unter der Zivilbevölkerung forderten. Zhang zettelte auch einen parallelen Aufstand in Peking an, der schnell niedergeschlagen wurde. Schließlich wurde auch der Aufstand in Shandong niedergeschlagen, aber Zhang gelang die Flucht zurück nach Dalian. Diesmal erlaubten die japanischen Behörden des Kwantung-Pachtgebiets Zhang nicht, wieder nach Dalian einzureisen. Daraufhin reiste er stattdessen nach Moji in Japan.
Später im selben Jahr lebte er mit seiner Mutter in Beppu, Japan, und geriet erneut ins Rampenlicht, als er „versehentlich“ Prinz Xiankai (憲開), einen Cousin des abgesetzten Kaisers Puyi, erschoss. Nach Angaben von Zhang löste sich die Waffe, die er in der Hand hielt, während er an seinem Hotelfenster stand, und schoss dem jungen Prinzen in den Rücken, so dass dieser auf der Stelle tot war, obwohl es wahrscheinlicher war, dass er den Prinzen tötete, weil er eine Affäre mit einer von Zhangs zahlreichen Konkubinen hatte. Er wurde angeklagt, von einem japanischen Gericht für schuldig befunden und vor die Wahl gestellt, entweder 15 Tage ins Gefängnis zu gehen oder eine Geldstrafe von umgerechnet 150 US-Dollar zu zahlen. Er entschied sich für die Geldstrafe.

### Ermordung
Nach dem Mukden-Zwischenfall arrangierte die japanische Regierung Zhangs Rückkehr nach China in der Annahme, dass er seine Verbindungen nutzen würde, um Reste der Beiyang-Armee für sie zu rekrutieren. Stattdessen erklärte Zhang bei seiner Ankunft seine Absicht, den chinesischen Widerstand gegen die japanische Invasion in der Mandschurei zu unterstützen, und traf sich mit dem neuen Militärgouverneur von Shandong, Han Fuju. Am 3. September 1933 wurde Zhang allerdings auf dem Bahnhof von Jinan von Zheng Jicheng, dem Neffen von Zheng Jinsheng, einem Offizier der „Fünf Tigergeneräle“ des Kriegsherrn Feng Yuxiang, erschossen. Zheng rächte den Tod seines Neffen, den Zhang am 6. November 1928 gefangen genommen und hingerichtet hatte. Seine letzten Worte waren Berichten zufolge: „Nicht gut!“. Zheng wurde, nachdem er sich den Behörden friedlich ergeben hatte, sieben Monate lang inhaftiert, bevor er 1933 von der Kuomintang-Regierung begnadigt wurde. Es wurde auch vermutet, dass Feng selbst in den Mord involviert war, der der Schwager von Zheng Jinsheng war.

### Begräbnis
Zhang wurde in den Westhügeln in der Nähe von Peking beigesetzt. An seiner Beerdigung nahmen Familienmitglieder, ehemalige Anhänger, bezahlte Trauernde und zahlreiche Neugierige teil. Der Trauerzug soll über drei Kilometer lang gewesen sein. Aufgrund von Gerüchten über seinen großen Reichtum wurde Zhangs Grab wiederholt von Grabräubern heimgesucht und geplündert. Auch während der Kulturrevolution wurde es von der Roten Garde geöffnet, doch die Kommunisten fanden nur eine einzige Tafel.

## Persönlichkeit
Zhang Zongchang war einer der berüchtigtsten und bekanntesten chinesischen Kriegsherren, und es ist schwierig, die Wahrheit von Verleumdungen und Legenden über sein Leben zu unterscheiden. In China ist Zhang vor allem als „böser Kriegsherr“ in Erinnerung geblieben, der für die Gewaltexzesse und Korruption seiner Zeit steht. Auch aufgrund seiner beeindruckenden Größe von knapp 2 Metern und körperlichen Stärke wurde er oft als brutal charakterisiert und verabscheut. Seine Gegner behaupteten, dass sein Verhalten während seiner Feldzüge „hirnlos brutal“ war und dass er „den Körperbau eines Elefanten, das Gehirn eines Schweins und das Temperament eines Tigers“ hatte. Der Schriftsteller Lin Yutang nannte Zhang „den buntesten, legendärsten, mittelalterlichsten und schamlosesten Herrscher des modernen Chinas“. Zhang war berüchtigt dafür Gefangenen mit dem Schwert den Schädel zu spalten und Dissidenten an Telefonmasten aufzuhängen. Trotz seines negativen Rufs war Zhang jedoch auch als sehr umgänglich und charmant bekannt und genoss den Respekt seiner Truppen und Vorgesetzten. Er galt auch als mutig und als einer der militärisch begabtesten Kriegsherren seiner Zeit.
Zhang liebte es, mit der Größe seines Penis zu prahlen, der zum Inhalt von Legenden wurde. Unter den Prostituierten von Shanghai soll er als „General mit den drei langen Beinen“ bekannt geworden sein. Er war ein Polygamist und auf dem Höhepunkt seiner Macht hatte er etwa 30 bis 50 Konkubinen verschiedener Nationalitäten, die mit Nummern versehen wurden, da er sich weder an ihre Namen erinnern noch ihre Sprache sprechen konnte. Der Time zufolge waren mehrere seiner Konkubinen von reichen Familien in Shandong entführt worden. Zu seinen Konkubinen gehörten Chinesinnen, Japanerinnen, Russinnen, Koreanerinnen, Mongolinnen und mindestens eine Amerikanerin. Laut John Gunther soll er Konkubinen aus 26 Ländern gehabt haben. Zur Steigerung seiner Potenz soll er laut Berichten das Fleisch des Chow-Chow-Hundes verspeist haben. Er ging großzügig mit Geschenken um und vergab Geld und Konkubinen an Vorgesetzte und Freunde. Infolgedessen waren seine Befehlshaber ihm gegenüber sehr loyal und trugen zu seinem militärischen Erfolg bei. In Shanghai verkehrte er regelmäßig mit der High Society und förderte die Schauspielerin Yang Naimei.
Obwohl er nur schlecht lesen und schreiben konnte, war Zhang Zongchang auch als Dichter bekannt, wenngleich seine Werke (wie das „Gedicht über Bastarde“, das „Gedicht über den Daming-See“ und „Gebet für den Regen“) allgemein als ziemlich schlecht angesehen werden. Andere haben seine „Dichtung“ auch als Erfindungen seines politischen Gegners Han Fuju zur Verleumdung von Zhang Zongchang bezeichnet. Laut eigenen Angaben soll er seine gesamte Bildung während seiner Zeit als Bandit erhalten haben.
Obwohl er nicht sehr fromm war, wurde Zhang stark vom Daoismus beeinflusst. Im Sommer 1927 wurde Shandong von einer Hungersnot heimgesucht, und es wurde berichtet, dass Zhang Zongchang in einen Tempel des Drachenkönigs ging, um um Regen zu beten. Als dies die Situation nicht verbesserte, kehrte Zhang in den Tempel zurück. In seiner Wut schlug er mehrmals auf die Statue des Drachenkönigs ein und befahl seiner Artillerie, mehrere Stunden lang in den Himmel zu schießen. Er wollte auch einen Schrein zu seinen eigenen Ehren errichten, welcher allerdings nicht mehr fertiggestellte werden konnte, da er aus Shandong vertrieben wurde.